# Tsutomu Hata
Tsutomu Hata (羽田 孜 Hata Tsutomu), född 24 augusti 1935 i Tokyo, död 28 augusti 2017 i Tokyo, var en japansk politiker och landets premiärminister mellan 28 april och 30 juni 1994. Han tillhörde Förnyelsepartiet (Japan Renewal Party).